# كبمبة كارولينية
كبُمبة كرولينة أو كابومبا كارولينية (الاسم العلمي:Cabomba caroliniana) هي نوع من النباتات تتبع جنس الكبمبة من الفصيلة النيلوفرية.

## معرض صور

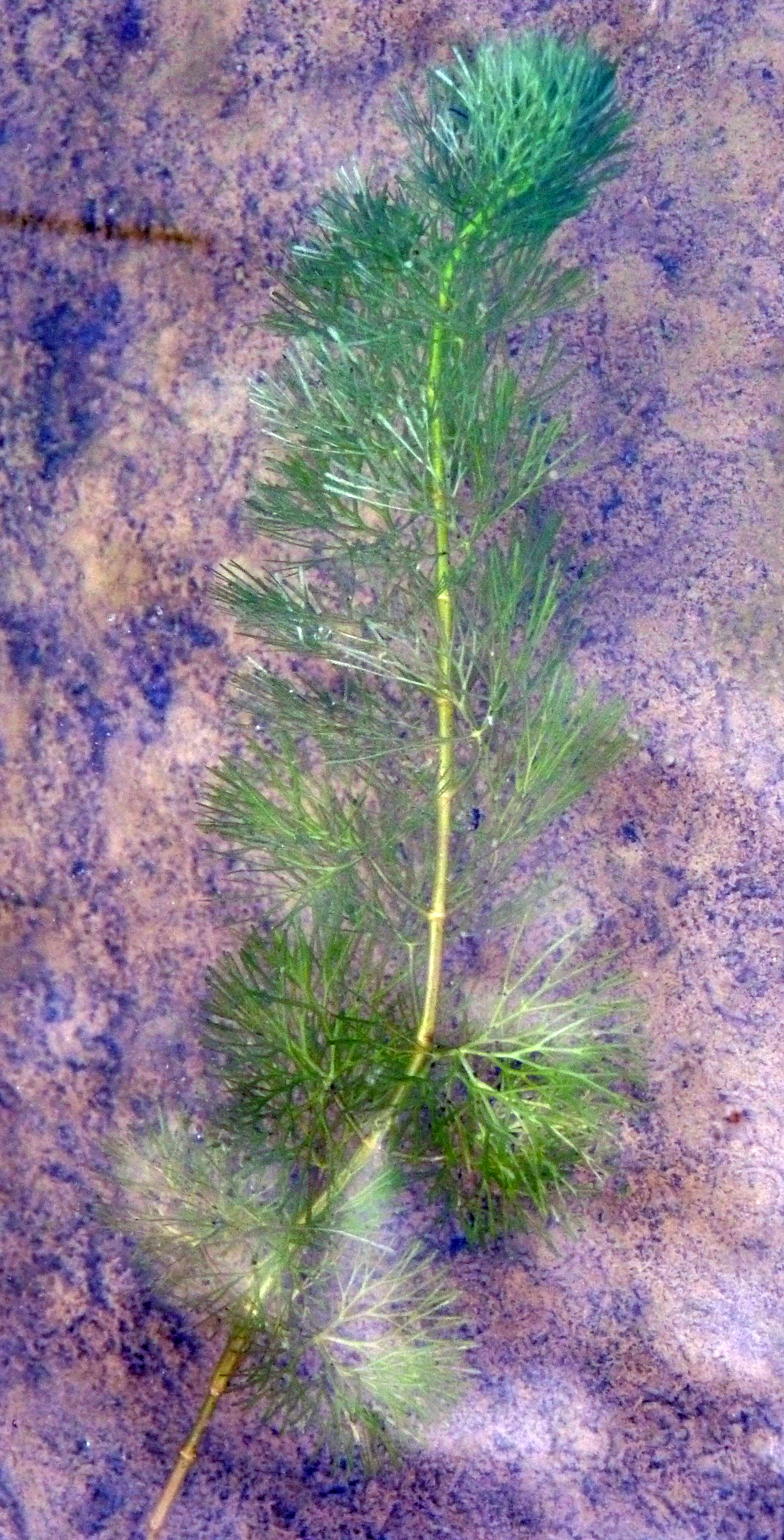
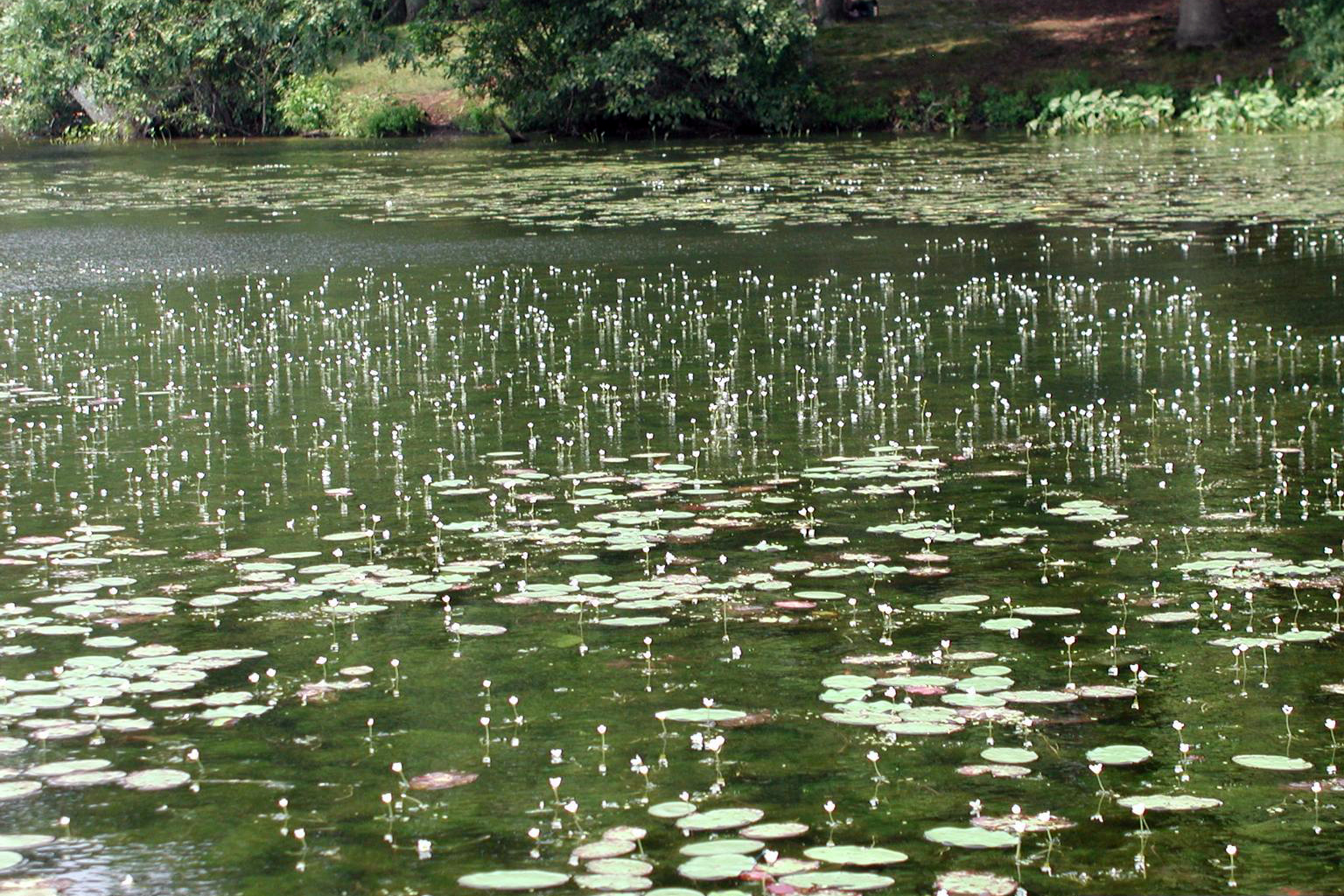
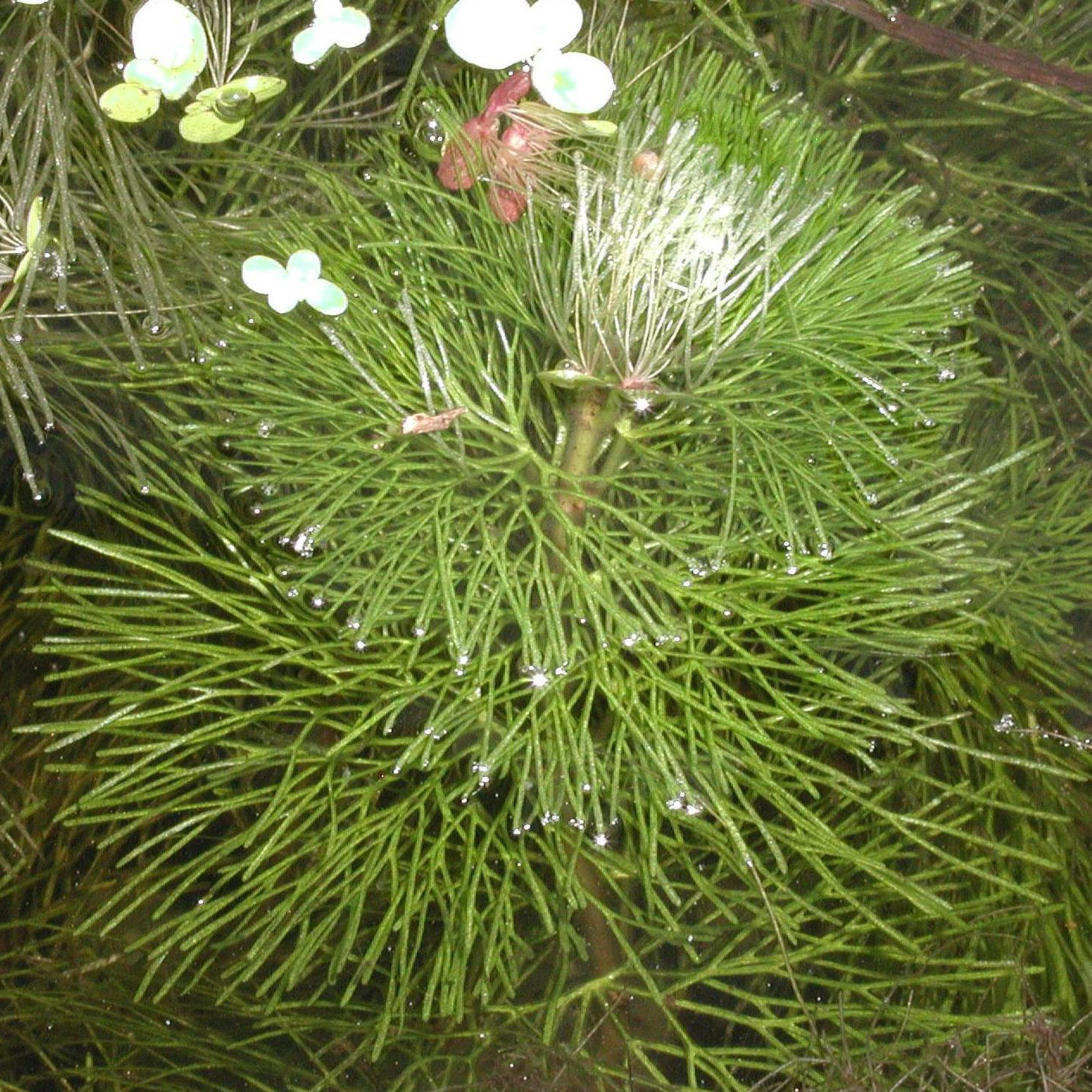
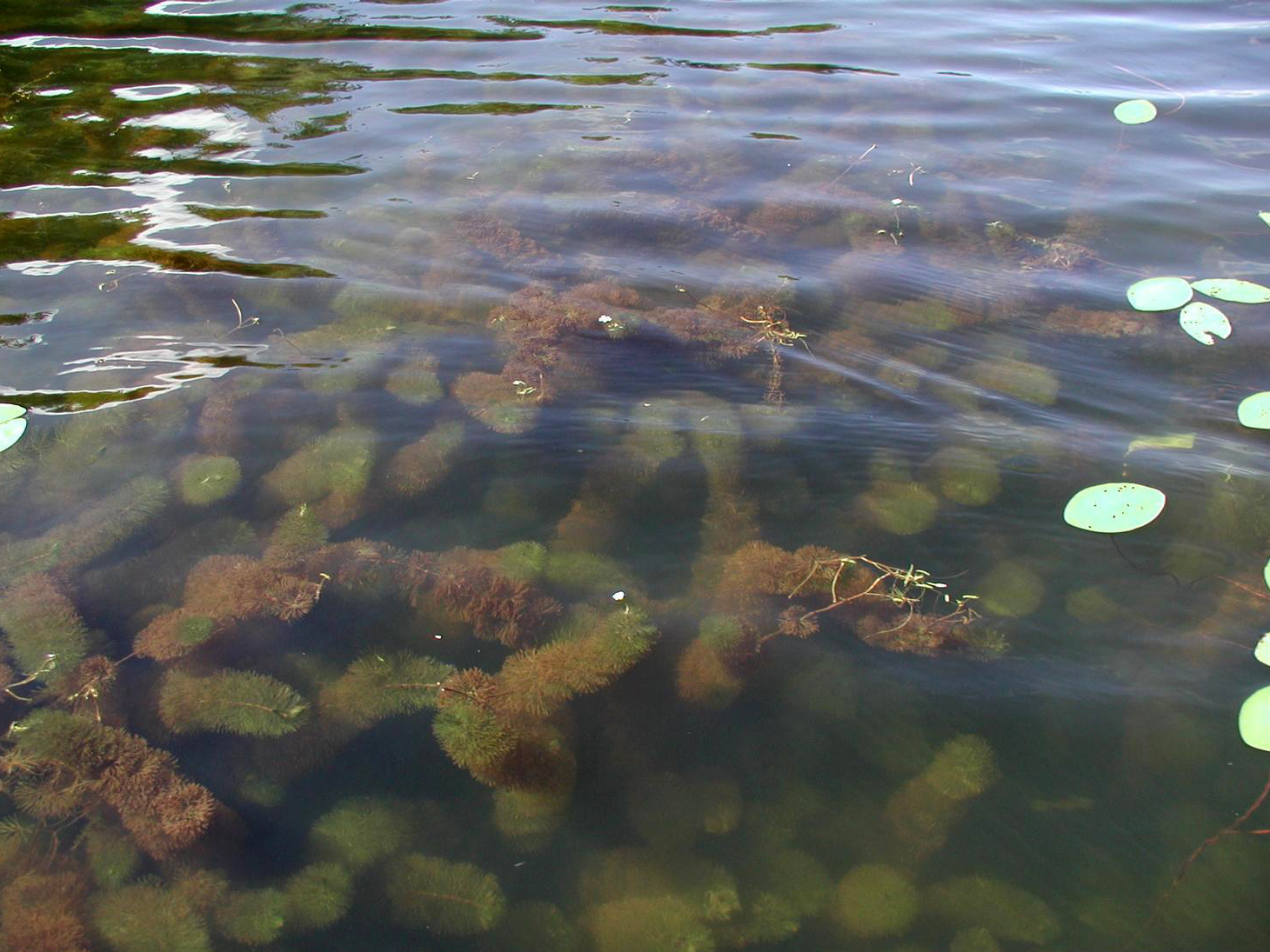
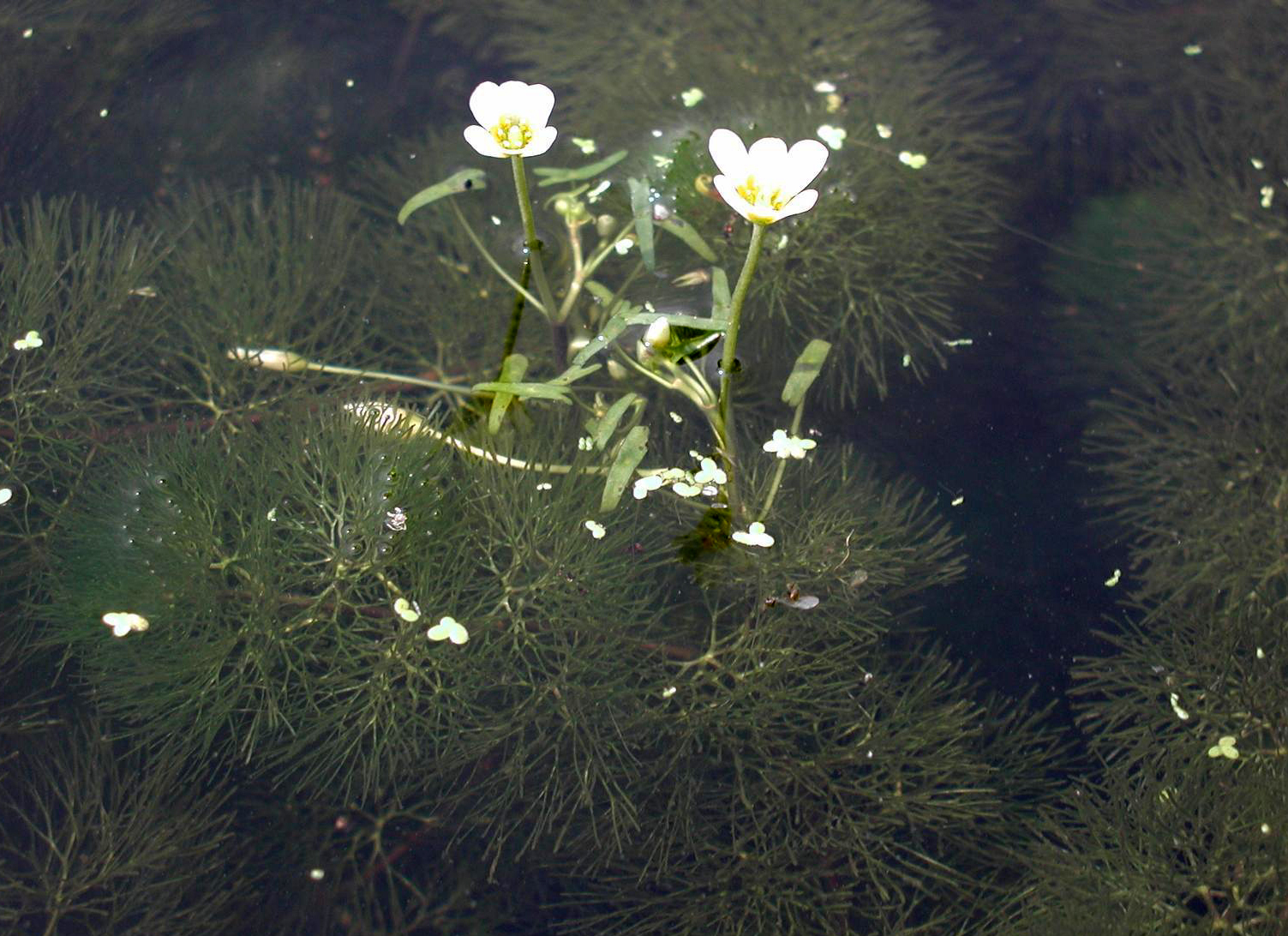
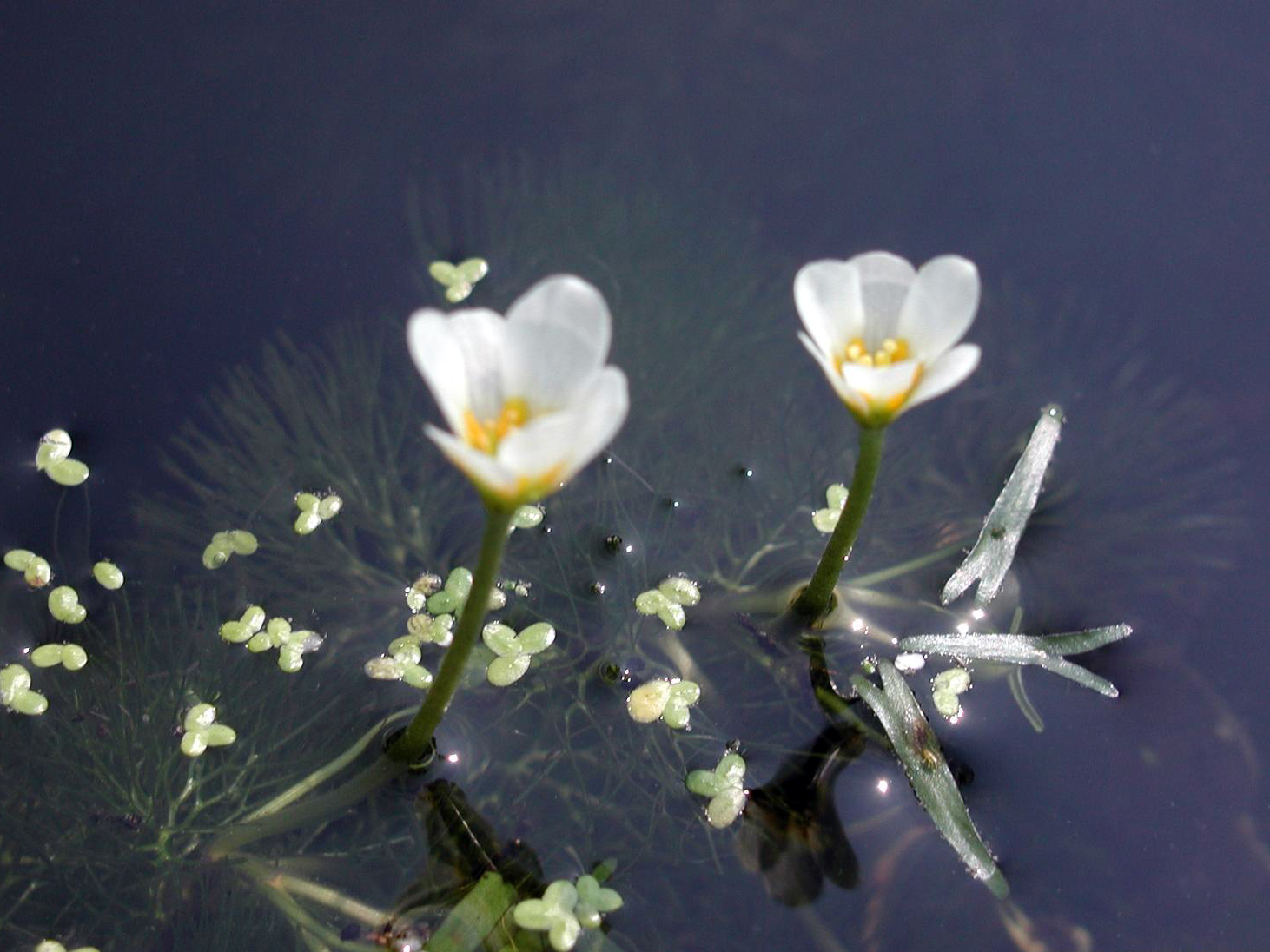